# Shunko (pel·lícula)
Shunko és una pel·lícula argentina de 1960, dirigida pel xilè Lautaro Murúa sobre una coneguda novel·la d'igual nom de Jorge W. Ábalos. Va ser protagonitzada per Lautaro Murúa i Raúl del Valle, amb guió del notable escriptor paraguaià Augusto Roa Bastos i música d'un innovador en el tractament de la música clàssica com Waldo de los Ríos. Estrenada el 17 de novembre de 1960. Premi Cóndor de Plata a la millor pel·lícula de 1961.

## Sinopsi
L'argument tracta sobre la relació entre un mestre (Lautaro Murúa), educat en la gran ciutat, que és destinat a una escola rural a la província de Santiago del Estero, en la qual els alumnes són quítxua parlants. Inicialment els prejudicis etnocentristes del mestre i la seva ignorància de la cultura quítxua i els nens, el porten a entrar en conflicte amb els seus alumnes i a distanciar-se d'ells. A poc a poc és el mestre el que comença a aprendre dels seus alumnes i a establir una relació de respecte i aprenentatge mutu.

## Miscel·lània

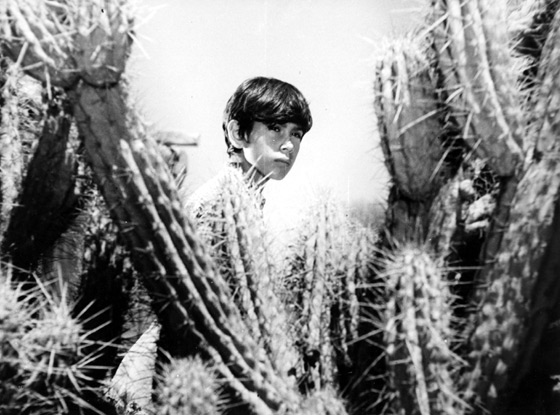
Foto fixa del film.

- El guió està realitzat sobre una coneguda novel·la del mateix nom de Jorge W. Ábalos, traduïda a diversos idiomes i utilitzada moltes vegades com a llibre de lectura a les escoles primàries argentines. Ábalos va ser un destacat científic (entomòleg) argentí, que es va exercir com a mestre rural a Santiago del Estero, d'on va prendre les vivències que bolca en la seva novel·la.

En la vida real Shunko és Benicio Palavecino, un santiagueny nascut en 1929, que vivia al poble de Tacañitas, a la vora del Río Salado, que va ser alumne de Jorge W. Ábalos, en la segona meitat de la dècada del 30 i que després va migrar al Gran Buenos Aires per a treballar des de 1953 a l'Hipòdrom de San Isidro, com a cuidador de cavalls. En 2000, Palavecino, amb 70 anys, va ser entrevistat pel periodista Jorge Rouillon i quan aquest li va preguntar que li quedava d’Ábalos, aquell va contestar amb senzillesa: 
| «                              | A ser gent, saber respectar i parlar en castellà. | » |
| — Benicio Palavecino, "Shunko" |                                                   |   |

## Actors
- Lautaro Murúa
- Raúl del Valle
- Fanny Olivera
- Orlando Sacha
- Gabriela Schóo
- Ángel Greco
- Graciela Rueda
- Trinidad Ledesma
- Marta Roldán
- Oscar Llompart
- Raúl Parini
- Ramón del Valle García
- Guillermina Rosenstein
- Beatriz Abre
- Ramona Ledesma

## Premis
- Premi Cóndor de Plata a la millor pel·lícula (1961)
- Festival Internacional de Cinema de Mar del Plata (1961): millor pel·lícula en castellà